# Steve Lekoelea
Steve "Chippa" Lekoelea (5 de fevereiro de 1979) é um ex-futebolista profissional sul-africano que atuava como meia.

## Carreira
Steve Lekoelea representou a Seleção Sul-Africana de Futebol, nas Olimpíadas de 2000. 